# 손원일급 잠수함
손원일급 잠수함(孫元一級潛水艦)은 대한민국의 두 번째 잠수함이다.
동북아 최초의 공기불요장치 잠수함 도입사업이다. 독일제 214급 잠수함의 도입 사업으로서, 장보고-II(KSS-II)라는 사업 명칭으로 2000년 3척의 건조를 해군과 현대중공업이 계약하면서 본격적으로 시작되었고, 2018년까지 총 9척의 214급 잠수함을 도입하게 된다(손원일함 포함). 모두 1조 2,700억원 규모이다.

## 입찰과정

#### 해외입찰
독일 HDW(Howaldtswerke-Deutsche Werft)사의 214형과 프랑스 국영 DCN사의 스코르펜급 잠수함이 경합을 벌였다. 대우조선해양이 HDW사와 컨소시엄을 이루고, 현대중공업이 DCN사와 함께 입찰에 참여하여, 독일 HDW사의 214급 잠수함이 결정되었으며, 제작을 하는 국내사로 현대중공업이 선정되었다.

#### 국내입찰
정부에서는 사업비로 1조 2,700억~1조 5,000억원 정도로 추산됐으나 막판 경쟁에서 독일측이 파격적인 가격을 제시하여 독일 기종으로 선종되었으며, 이후 실시된 국내 건조업체 입찰(정부 기준가 1조 1,500억원)에서는 현대중공업이 9,450억원, 대우조선이 9,890억원을 써내 현대가 사업권을 따냈다. 당초 KSS-II 사업은 대우측의 수의계약으로 추진되다가, 현대측에서 법적대응까지 하면서 강력하게 반발하자, 경쟁입찰로 바뀌었고, KSS-I에 이어 KSS-II 사업마저 대우에게 빼앗기면, 더 이상 대우의 잠수함 기술을 따라잡을 수 없다는 현대측의 판단에 따라, 적자를 감수하고서라도 상당히 싸게 입찰하기에 이르렀다. 이에 대우조선측은 기술도입료를 제외한 잠수함 적정 건조비가 3,000억원에 이르지만 현대는 불과 800억원에 입찰,문제가 있다고 주장하는등 반발하였으나, 받아들여지지 않았다.

## 무장

### 순항미사일
손원일함에는 533mm 어뢰발사관이 8개 탑재되어 있으며, 한국은 사거리 500km 한국형 토마호크 미사일인 천룡을 손원일함에 탑재할 것이라는 언론보도가 있었다. 사거리 1,000km와 1,500km 버전도 개발하고 있다는 것인데, 이 버전이 533mm 어뢰발사관에 장착가능한지에 대해서는 확인보도가 없었다. 원래 미국의 토마호크 미사일은 533mm 어뢰발사관에서 발사가능하도록 개념설계된 것이었다. 대한민국도 최근에 이것을 국산화하는데 성공했다.
사거리 500km인 천룡 잠대지 미사일이 손원일급에 장착되어 실전배치되어 운용중이다.
 3M-54 클럽 참조.

### 잠대공 미사일
손원일급(214급)을 수출한 독일은 같은 배수량에 같은 AIP 시스템을 사용하는 212급 잠수함을 사용중인데, 여기에는 IDAS 잠대공 미사일을 장착할 수 있다고 알려져 있으나 한국에서 이를 수입했다는 보도는 없다. 사거리 20 km이며, 533 mm 어뢰관 하나에 4발이 장착되며, 잠대공, 잠대함, 잠대지 공격이 가능하다.

## 잠항지속시간
손원일급은 수중에서 배터리로 8노트 속도로 420 해리, 52.5시간을 잠항할 수 있다. 수중에서 연료전지로 4노트 속도에 1,248 해리, 312시간을 잠할 수 있다. 모두 합해서 364.5시간, 15일 4시간 30분을 잠항할 수 있다. 정지한 상태까지 합치면 몇주간 잠수한 상태를 유지할 수 있다.

## 부실 시공 논란
부실 시공 논란(소음 관련 문제)이 있었으나, 이는 사실이 아닌 것으로 밝혀졌다.

## 한화오션
장보고-II 1차 사업으로 알려진 손원일급의 1, 2, 3번함은 모두 현대중공업에서 건조하였다. 2008년 12월 9일 방위사업청은 대우조선해양과 장보고-II 2차 사업의 최초함인 4번함 건조계약을 체결했다. 독일 HDW사와 기술협력으로 건조하여 2014년말 해군에 인도하였다.

## KSS-III
KSS-II 사업인 손원일급 잠수함 사업을 통해 3천톤급 국산 잠수함인 KSS-III (장보고-III급 잠수함)사업을 위한 기술이전도 받고 있다. 장보고-III 1번함은 2017년 진수식을 가질 예정이며, 9척이 건조되어 KSS-I 장보고급을 대체하게 된다.
전문가들은 중잠수함 개발의 열쇠는 "어뢰발사관 개폐기술"과 중잠수함용 축전지인 "공기불요기관(AIP) 연료추진체계" 기술 확보에 달려있다고 보고 있다.
HDW사는 어뢰발사관 개폐기술 이전에 반대하다가, 6척의 추가구매 계약을 하면서, 기술이전에 동의하였다.

## 동급함정
| 함번   | 이름     | 기공일      | 진수일          | 취역일           | 제작사       |
| SS 072 | 손원일함 | 2002년 10월 | 2006년 6월 9일  | 2007년 12월 27일 | 현대중공업   |
| SS 073 | 정지함   | 2004년      | 2007년 6월 13일 | 2008년 12월 2일  | 현대중공업   |
| SS 075 | 안중근함 | 2005년      | 2008년 6월 4일  | 2009년 12월 1일  | 현대중공업   |
| SS 076 | 김좌진함 | 2008년      | 2013년 8월 13일 | 2014년 12월 30일 | 대우조선해양 |
| SS 077 | 윤봉길함 | 2009년      | 2014년 7월 3일  | 2016년 6월 21일  | 현대중공업   |
| SS 078 | 유관순함 | 2010년      | 2015년 5월 7일  | 2017년 7월 10일  | 대우조선해양 |
| SS 079 | 홍범도함 | 2011년      | 2016년 4월 5일  | 2018년 1월 19일  | 현대중공업   |
| SS 081 | 이범석함 | 2012년      | 2016년 11월 8일 | 2019년 5월 13일  | 대우조선해양 |
| SS 082 | 신돌석함 | 2013년      | 2017년 9월 7일  | 2019년           | 현대중공업   |

## 같이 보기
- 214급 잠수함
- 고틀란드급 잠수함 - 세계 최초, 스웨덴 최초의 AIP 잠수함
- KSS-III (장보고III급 잠수함)
- 소류급 잠수함 - 일본 최초의 AIP 잠수함
- 상트페테르부르크급 잠수함 - 러시아 최초의 AIP 잠수함
- 쑹급 잠수함 - 중국 최초의 AIP 잠수함